# Grundschule (Südtirol)
In Südtirol umfasst die Grundschule die ersten fünf Jahre ab dem sechsten Lebensjahr der Kinder. „Grundschule“ ist die amtliche Übersetzung der italienischen „scuola primaria“ (historisch „Scuola elementare“). Früher bezeichnete man sie nach österreichischer Sitte als Volksschule. Man unterscheidet zwischen deutschen, italienischen und ladinischen Grundschulen, die sich im Wesentlichen in der Sprache des Fachunterrichts unterscheiden.
1990 ist man vom Ein-Lehrer-Prinzip zum Teamunterricht übergegangen, bei dem teilweise mehrere Lehrpersonen eine Klasse gleichzeitig unterrichten. 
Die ab  2006/2007 gültige Reform sieht pro Schuljahr einen Kernbereich mit 816 Jahresstunden vor, eine der Schule vorbehaltene Pflichtquote mit 102 Jahresstunden (außer in der ersten Klasse), sowie einen Wahlbereich mit maximal 102 Jahresstunden. Da das Schuljahr normalerweise 34 Wochen umfasst, sind dies 24 + 3 + maximal drei Stunden wöchentlich ab dem zweiten Schuljahr. Davon sind in den deutschsprachigen Grundschulen bis zu fünf Stunden in italienischer Sprache. In den ladinischen Schulen wird der Unterricht in allen drei Landessprachen durchgeführt, in einigen italienischen Grundschulen wurde in einzelnen Klassen versuchsweise der Unterricht in deutscher Sprache deutlich ausgeweitet. Der Unterricht in der Muttersprache wird im Zweiten Autonomiestatut durch Artikel 19 und durch Durchführungsbestimmung Nr. 301 aus dem Jahr 1988 geregelt, wobei dort eine Regelung bestätigt wurde, die schon seit Ende des Zweiten Weltkrieges angewandt wurde.
Zur Zeit des Faschismus waren deutschsprachige Schulen in Südtirol verboten (vgl. Katakombenschule).